# Rokytnice nad Jizerou
Rokytnice nad Jizerou (německy Rochlitz an der Iser, Rochlitz im Riesengebirge - Rokytnice v Krkonoších) je město a horské letovisko v západních Krkonoších. Nachází se v Libereckém kraji, v okrese Semily, v protáhlém údolí Huťského potoka mezi masivy hor Stráž (782 m), Čertova hora (1023 m) a Lysá hora (1344 m) a podél levého (východní) břehu řeky Jizery. Žije zde přibližně 2 500 obyvatel.

## Historie

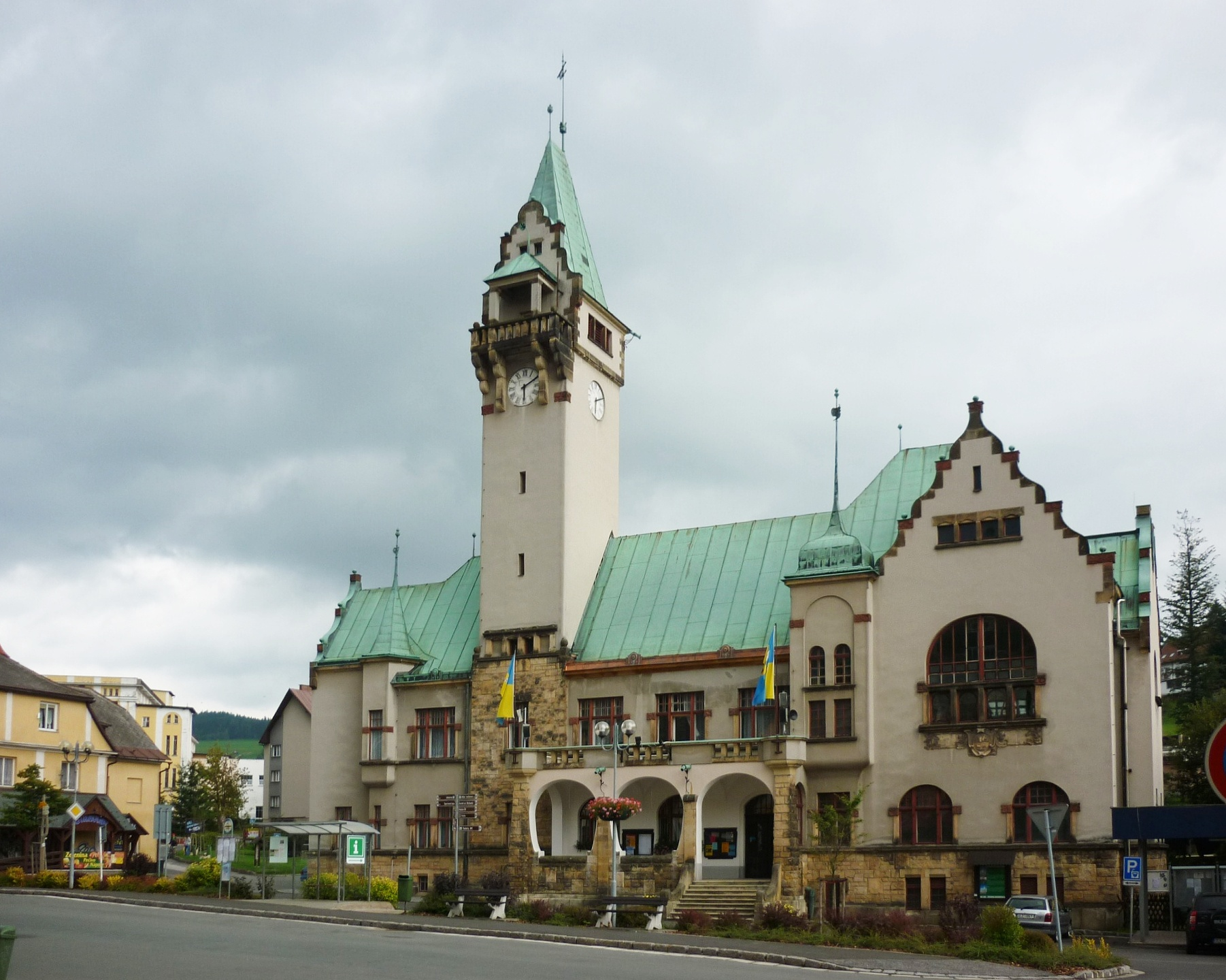
Secesní radnice

Město v údolí Huťského potoka bylo zřejmě založeno kolem roku 1574 jako sklářská osada. První obyvatelé se zde živili těžbou dřeva, mědi, stříbra a olova. V roce 1625 nechal zdejší ložiska prozkoumat Albrecht z Valdštejna, který zároveň zlepšil životní podmínky zdejších horníků. Po Valdštejnově smrti význam dolů opět upadá. Od té doby se až do 20. století zdejší obyvatelstvo snažilo hornickou činnost obnovit, ale nikdy se jim to již nepodařilo. Od vzniku města se rozvíjí také v oblasti tradiční sklářství. I po třicetileté válce byli občané Rokytnice většinou protestantského vyznání, z čehož plynuly ne zcela úspěšné snahy o rekatolizaci. V 18. století docházelo ve městě ke vzpourám poddanstva. V tomto období byly založeny první textilní podniky. Rozvoji průmyslu napomohla také výstavba železniční trati Martinice v Krkonoších – Rokytnice nad Jizerou, která byla do provozu uvedena v roce 1899. V roce 1903 byla ve střední Rokytnici postavena nová radnice, která prošla v 70. letech 20. století rekonstrukcí. V letech 1938 až 1945 bylo území města v důsledku uzavření Mnichovské dohody přičleněno k nacistickému Německu. Po 2. světové válce a odsunu německy mluvících obyvatel dochází k rozvoji turistického ruchu ve městě i okolí.

## Území
Celkem zahrnuje čtyři katastrální území: Dolní Rokytnice, Horní Rokytnice nad Jizerou, Rokytno v Krkonoších a Františkov v Krkonoších. Z evidenčního hlediska se v rámci Dolní Rokytnice navíc rozlišují ještě místní části Hleďsebe, Hranice a Studenov.
Od 1. ledna 1976 do 31. srpna 1990 k městu patřily i Paseky nad Jizerou.
Katastrální území Dolní Rokytnice ve městě Rokytnice nad Jizerou zahrnuje kromě vlastní Dolní Rokytnice ještě sídelní celky Hleďsebe, Studenov, Liščí Díra, Hranice, Vilémov, Letní Strana, Zimní Strana, Malá Rokytnice. Na jihozápadě do něj spadá vrch Stráž. Do Dolní Rokytnice patří i kostel svatého Michaela archanděla.
Hranice mezi Dolní a Horní Rokytnicí probíhá náměstím před radnicí: většina plochy náměstí patří do Dolní Rokytnice, radnice s obchodním domem však již patří do Horní Rokytnice.
Katastrální území Horní Rokytnice nad Jizerou zahrnuje kromě vlastní Horní Rokytnice ještě sídelní celky Horní Ves, Horní Kout, Zákoutí, Hrušov a Horní Domky. Na hlavní silnici je vymezeno na západě náměstím s radnicí, na východní straně končí nedaleko za Horním náměstím a autobusovým nádražím (hřiště již patří k Rokytnu). Na jihu do něj patří celý Sachrův hřeben, na severozápadě oblast Na skalkách a Kostelní vrch.
Katastrální území Rokytno v Krkonoších zahrnuje kromě vlastního Rokytna i sídelní celky Háj, V Rybníčkách, Světlanka, Dvoračky. Do území dále patří horní část údolí Huťského potoka včetně Huťského vodopádu, severozápadní úbočí Vlčího hřebene a pás území až k hlavnímu hřebeni Krkonoš: Lysá hora, říčky Velká Mumlava a Malá Mumlava včetně malé části Mumlavy po soutoku (od Krakonošovy snídaně až k ústí Vosecké strouhy), Vosecká bouda a vrch Tvarožník; na hřebeni v okolí vrchu Sokolníku Rokytno hraničí s Polskem.
Katastrální území Františkov v Krkonoších zahrnuje osadu Františkov, ležící jižně od Sachrova hřebene, a pás území východně od osady až k vrcholu Vlčího hřebene.

## Znak
Kdy městečko získalo znak, není přesně známo. Je doložen pečetí a spolkovým praporem z druhé poloviny 19. stol. Sestával ze čtvrceného štítu, na němž byla čtyři znamení, totiž dřívější pečetní znamení čtyř vesnic: Rokytna, Františkova, Horní Rokytnice, a Dolní Rokytnice.
Štít je čtvrcený. V první čtvrti zlaté je při pravém okraji štítu šedá skála, před ní na zelené půdě doleva obrácený, černě oděný horník při práci (Rokytno); v druhém, pravém horním poli modrém stojí na trávníku hnědá doleva obrácená liška (Františkov); v třetím, levém dolním, rovněž modrém poli je na trávníku doleva kráčející bílá ovce s černými kopýtky (Horní Rokytnice) a ve čtvrtém poli zlatém je černohnědý medvěd, vztyčený na zadních nohách, obrácený doleva a držící v předních tlapách patrně stříbrnou radlici (Dolní Rokytnice). Nad štítem je stříbrná zděná koruna.

## Současnost

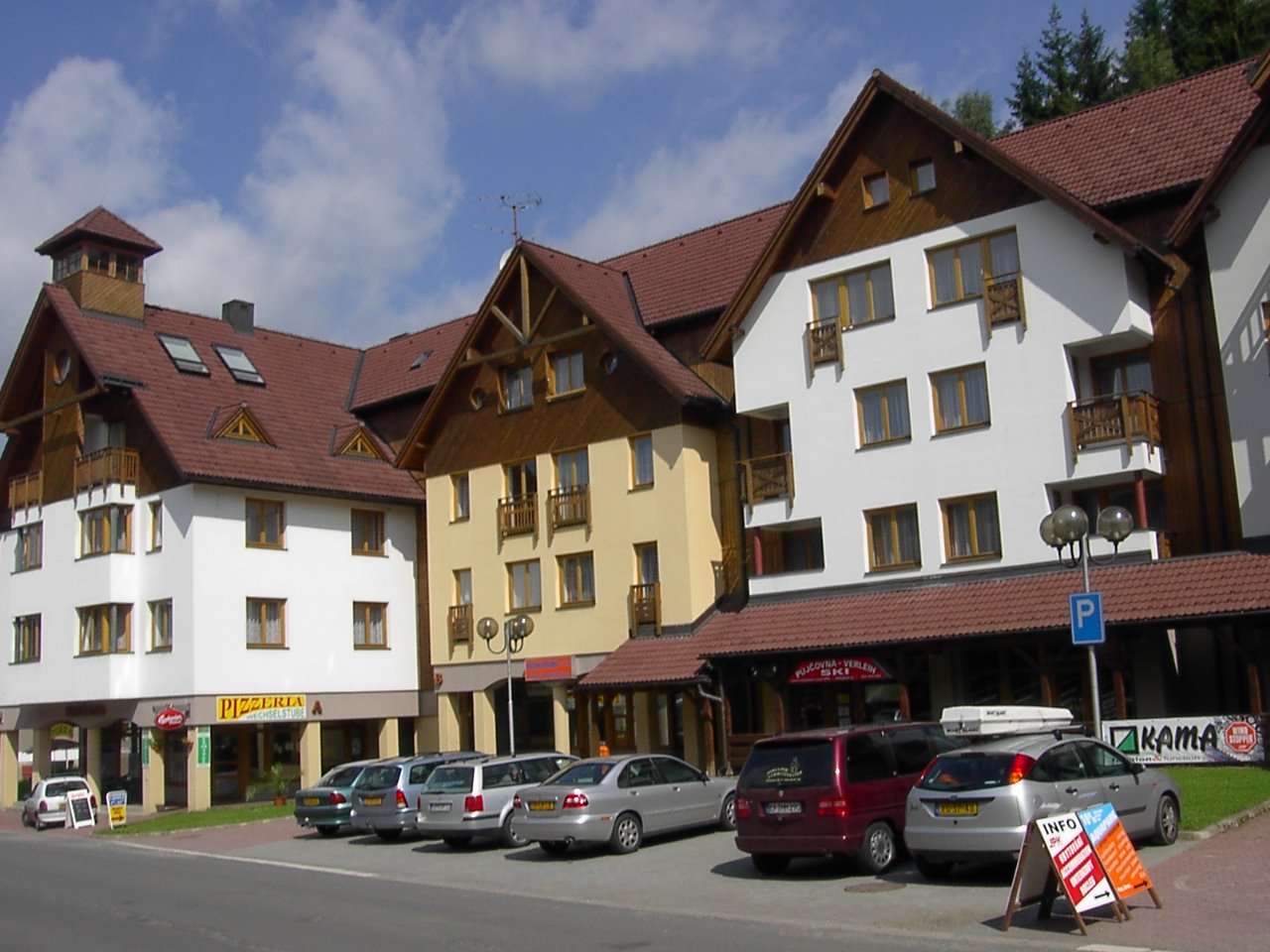
Nově vybudované Horní náměstí v Horní Rokytnici s domy v alpském stylu

Za posledních 30 let došlo ve městě k mnoha citelným změnám. Byl vybudován obrovský lyžařský areál s 28 vleky a čtyřsedačkovou lanovkou na Lysou horu. Tato lanová dráha je jediná, která vede do I. zóny KRNAP. V roce 2006 byla otevřena další čtyřsedačková lanovka, v rámci areálu Horní domky. Vede z parkoviště u Rokytky k chatě Lovčenka.
Došlo k velkému zvýšení ubytovací kapacity města. Byla kompletně vybudována nová náměstí (Horní náměstí a Dolní náměstí) s domy a apartmány v alpském stylu a kvalitními službami. Tyto projekty ale velmi zvýšily zadluženost města, kvůli které dokonce městu hrozil i krach. Toto nebezpečí bylo zažehnáno a v současné době patří Rokytnice nad Jizerou mezi naše nejatraktivnější střediska letní i zimní dovolené v Krkonoších. Ve městě je základní škola, 2 mateřské školy, zvláštní škola a zdravotní středisko.
Ulice a náměstí ve městě nejsou pojmenovány: název se používá pouze pro nově vybudované Horní náměstí v Horní Rokytnici. Pro orientaci se používají názvy místních částí, případně i dílčích sídelních celků (například Letní Strana a Zimní Strana pro rozlišení stran údolí Huťského potoka v Dolní Rokytnici).

## Turistické cíle
Rokytnice nad Jizerou je vyhledávanou lokalitou pro trávení volného času. Ve městě a jeho okolí se nachází několik významných turistických cílů.

### Hlídka na Stráži
Jižně od centra města se nachází vrch Stráž se skalními výchozy. V roce 2021 byl na tomto vrchu zpřístupněn vyhlídkový lesopark s pěti vyhlídkovými plošinami nesoucí název Hlídka na Stráži. Vyhlídky jsou stylizovány do postav ze znaku města, kteří jsou na Hlídce na Stráži. Podobu vyhlídek navrhli architekti z libereckého studia Mjölk. Na město tak dohlíží na skalách Strážníku čtyři patroni, symbolizující čtyři vesnice, které se v dávných časech spojily v město Rokytnice – Liška, Medvěd, Ovce a Horník.
Soubor vyhlídek je architektonicky oceňovaným dílem. V roce 2022 Hlídka na Stráži zvítězila v soutěži Stavba roku Libereckého kraje 2024 – Soutěž Karla Hubáčka v kategorii Veřejný prostor a v témže roce byla finalistou v soutěži Česká cena za architekturu.

## Pamětihodnosti
- barokní kostel sv. Michala s klasicistním zařízením z let 1752–9
- kaplička na Kostelním kopci[9]
- kostel Církve československé husitské
- pomník padlým v bitvě u Solferina a padlým v 1. a 2. světové válce
- lesní divadlo

## Rodáci
- osobností z Rokytnice nad Jizerou byl Jiří Gernert
- Franz Fühmann (1922–1984), východoněmecký spisovatel
- Karel Maydl (1853–1903 (uváděno také 1900)), lékař
- Augustin Palme (1808–1897), česko-německý malíř

## Doprava
Údolím Jizery na západním okraji Dolní Rokytnice prochází významná východočeská silnice I. třídy č. 14 z Liberce přes Jablonec nad Nisou, Jilemnici, Vrchlabí, Trutnov, Náchod, Rychnov nad Kněžnou, Ústí nad Orlicí do Anenské Studánky (okres Svitavy). V tomto údolí také ve stanici Rokytnice nad Jizerou v Malé Rokytnici končí železniční trať 042, která vede z Martinic v Krkonoších přes Jilemnici a Jablonec nad Jizerou.
Osou města je relativně krátká spojovací komunikace II. třídy č. 294 z Rokytnice přes horský hřeben do Vítkovic.